# Chow mein
Chow mein (chiń. upr. 炒面; chiń. trad. 炒麵; pinyin chǎomiàn) – rodzaj tradycyjnego, łatwego w przygotowaniu, charakterystycznego dla kuchni chińskich i indyjsko-chińskiej, sposobu przygotowania makaronu (klusek).

## Charakterystyka
Jako chow mein określa się makaron o prostym składzie (mąka pszenna, woda, sól), najczęściej przygotowywany (smażony) w woku z dodatkiem krojonych w słupki warzyw, mięsa, tofu, ryb oraz owoców morza (przede wszystkim krewetek). Ten sposób przygotowywania posiłku tożsamy jest z nazwą chow mein. Pod tą samą nazwą sprzedawany jest czysty makaron jako półprodukt. Danie to zostało spopularyzowane przez chińskich migrantów na całym świecie w XX i XXI wieku (początkowo w Wielkiej Brytanii i Stanach Zjednoczonych – od lat 50. XX wieku, a następnie w innych krajach). Uległo silnej amerykanizacji. Być może pochodzi od Chińczyków mieszkających w Kalkucie, jednak nie ma na to jednoznacznych dowodów. Nazwa wywodzi się od mandaryńskiego słowa chǎomiàn i taishańskiego chāu-mèing (pol. smażony makaron). Może to świadczyć o północnochińskim pochodzeniu dania.
Obecnie serwowanie dania w różnych krajach (także regionach Chin) i restauracjach jest bardzo zróżnicowane. Jako dodatki napotkać można m.in. kurczaka, kapustę, seler, cebulę, marchew albo kiełki fasoli mung. W USA preferuje się wołowinę w miejsce kurczaka. Chow mein bywa tam czasem podawany w bułce. Na terenie Indii makaron smażony bywa z serem panir lub jajecznicą. Na polskim rynku wzbogacany jest kurkumą dla nadania barwy i aromatu, co zwiększa jego właściwości antyoksydacyjne. Doprawia się go winem ryżowym. Powszechnie dostępny jest w handlu na całym świecie, w wersjach instantyzowanych.
Danie określane jest jako sycące i wysokokaloryczne. W składzie ma gluten. Znaczna zawartość mąki pszennej sprawia, że sto gramów klusek dostarcza niecałe 350 kcal. Makaron ten stanowi bogate źródło węglowodanów, białek i błonnika.

## Kultura
W 1920 noblista Sinclair Lewis wspomniał o tym posiłku w powieści Ulica Główna.

## Galeria

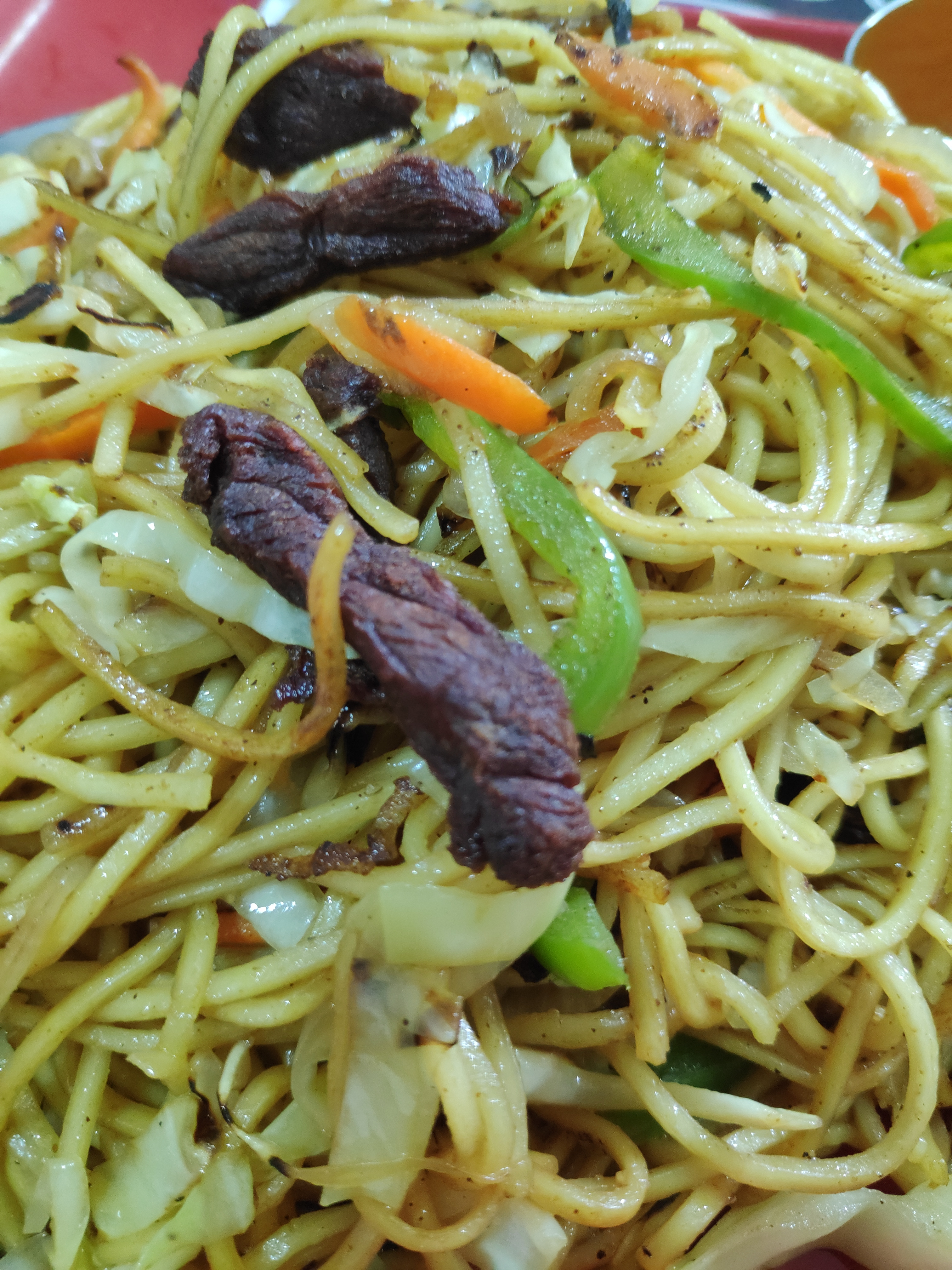
Chow mein z wołowiną
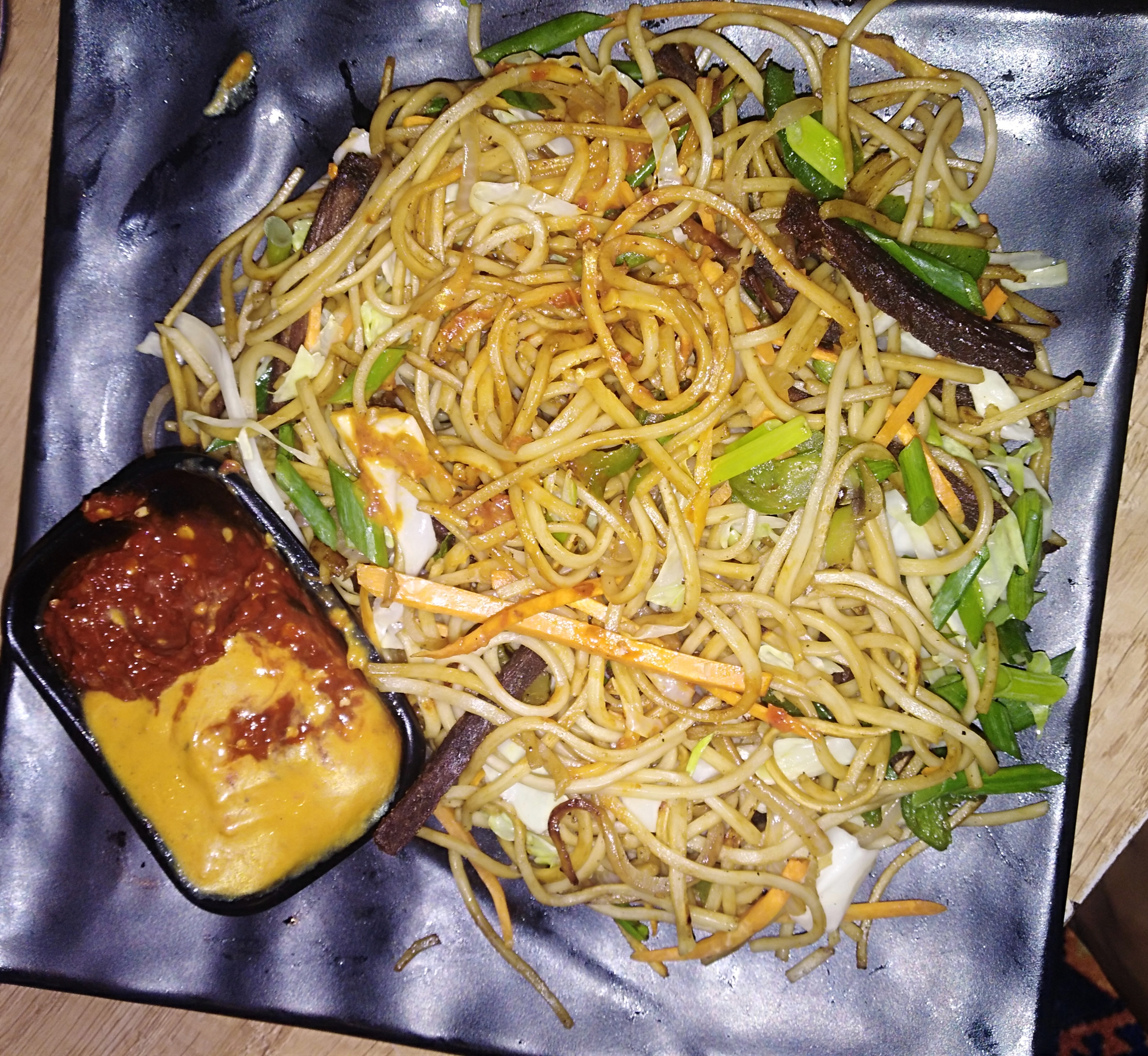
Tradycyjna wersja z sosami
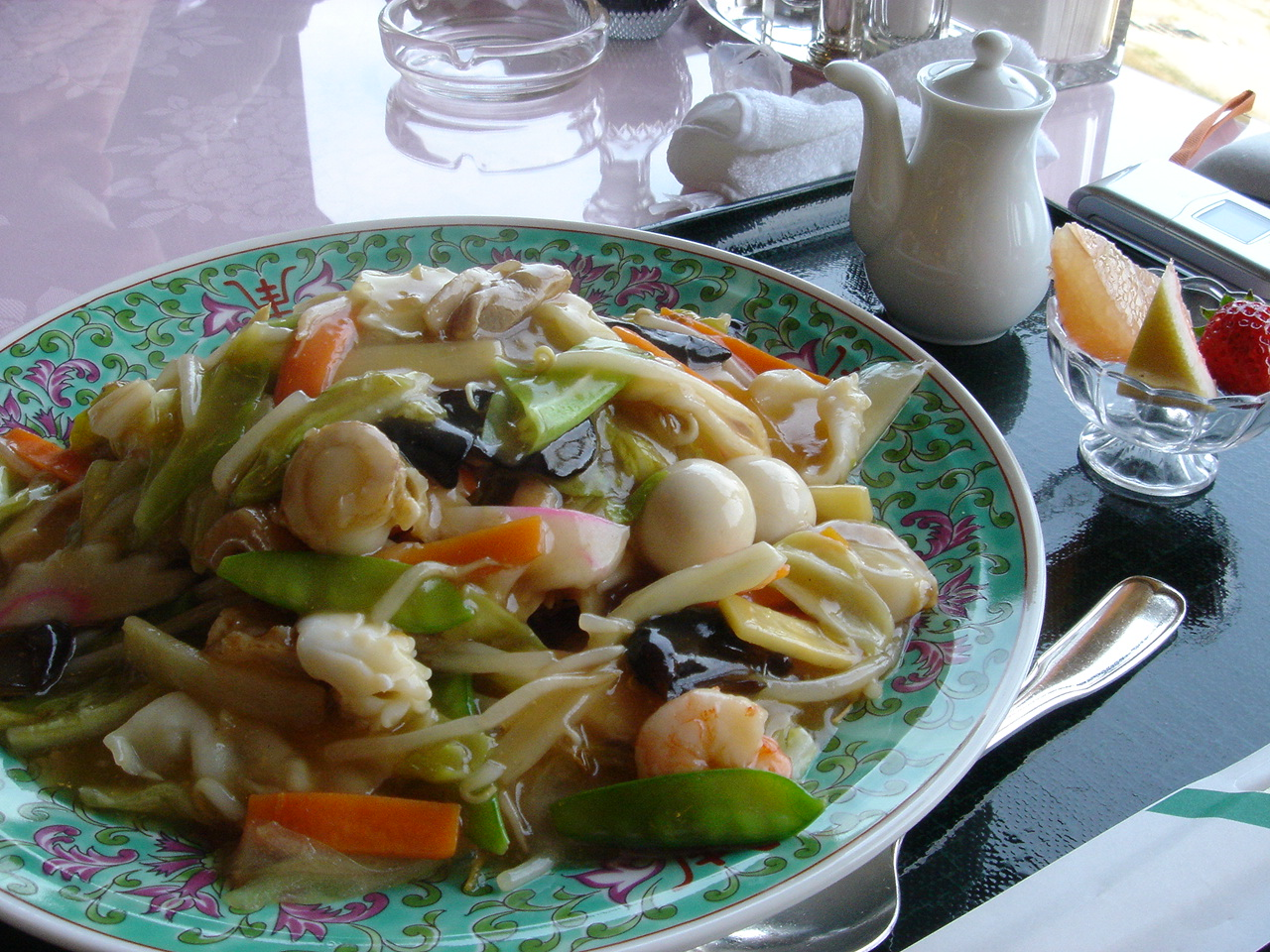
Podanie w Japonii (Chiba)
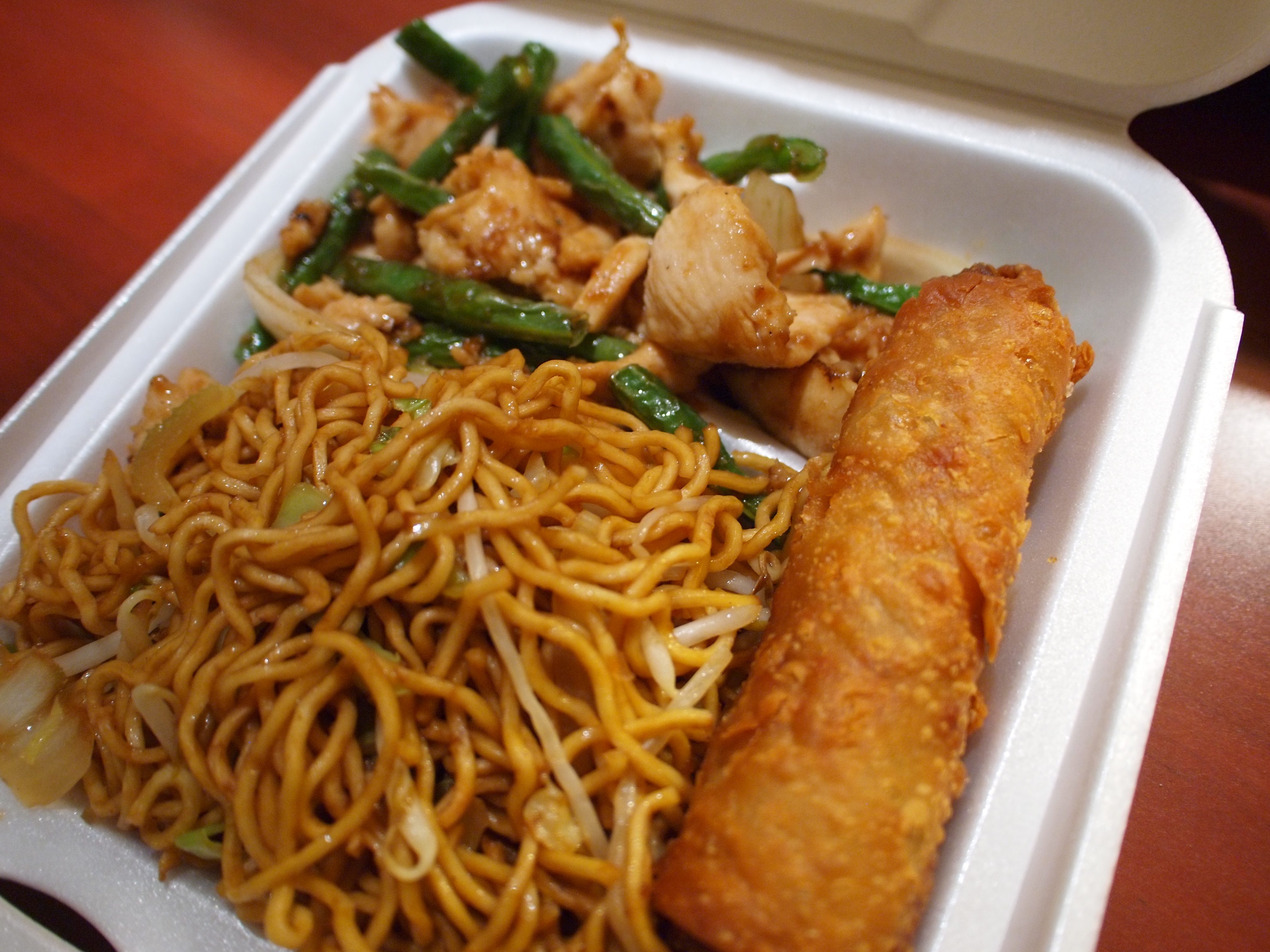
Wersja fast food w USA
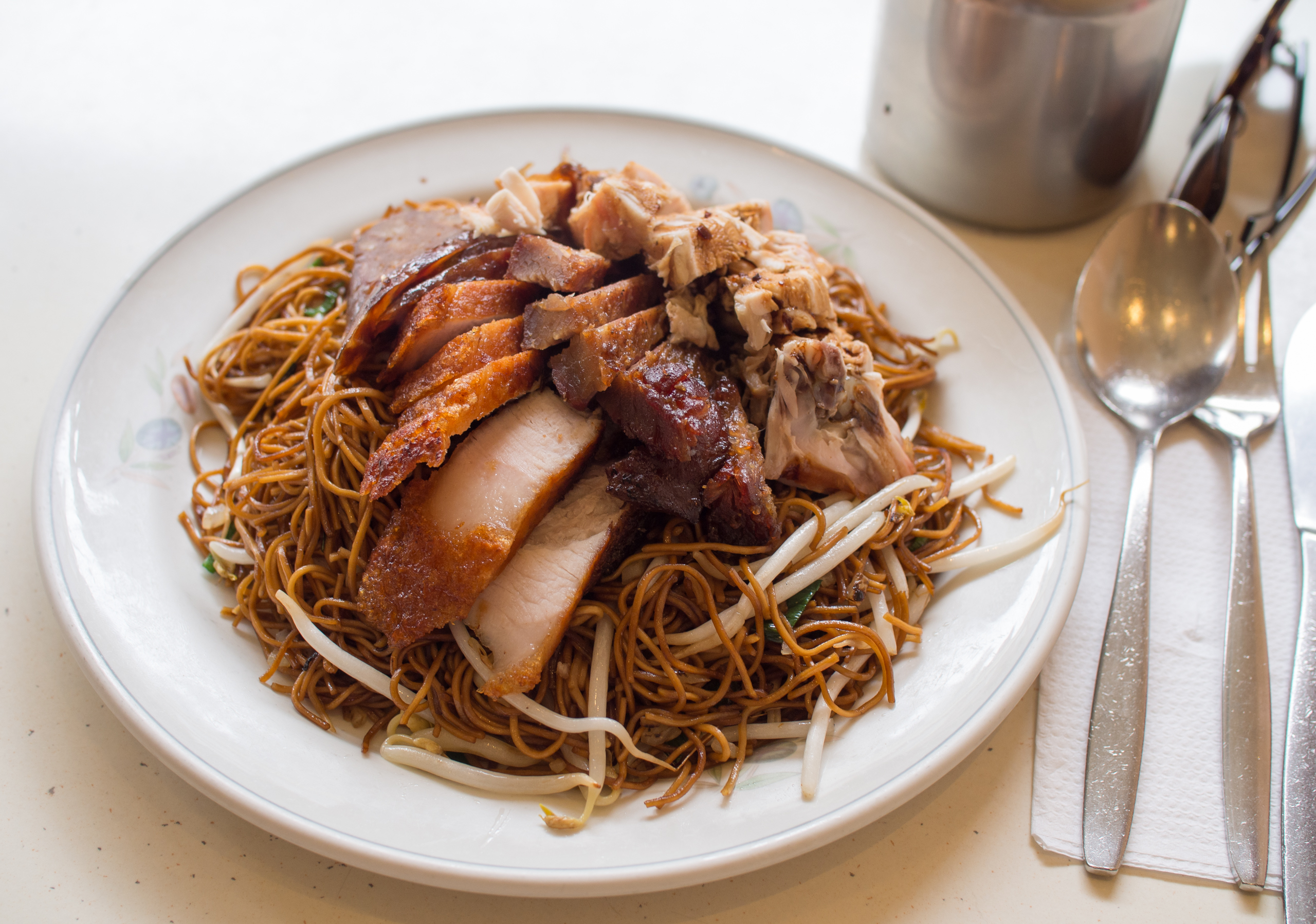
Wersja chińsko-surinamska w Amsterdamie